# Victor Svendsen
Victor Svendsen (* 2. August 1995 in Hjørring, Nordjütland) ist ein dänischer Badmintonspieler.

## Karriere
Svendsen begann in einem Verein in seinem Heimatort mit sechs Jahren Badminton zu spielen und gab 2011 sein internationales Debüt. Zwei Jahre später erspielte er mit der dänischen Nachwuchsmannschaft bei den Junioreneuropameisterschaften den Titel und gewann zwei Juniorenturniere im Herrendoppel. 2014 wurde Svendsen dänischer Jugendmeister. Im übernächsten Jahr war er zum ersten Mal bei den Erwachsenen siegreich, als er im Herreneinzel bei den Polish International und den Finnish International triumphierte und ins Finale der Hungarian International einzog. 2017 konnte Svendsen die Hungarian International gewinnen und wurde Vizemeister bei den internationalen portugiesischen Meisterschaften. Im folgenden Jahr siegte der Däne bei den KaBaL International und den Italian International und erreichte in drei Wettbewerben das Endspiel, sodass er den BE Circuit auf dem ersten Platz abschloss. 2019 zog Svendsen bei den Belgian International und den Hungarian International ins Finale ein, bevor er im Jahr darauf bei den Swedish Open erfolgreich war, nachdem sein Finalgegner Felix Burestedt verletzungsbedingt aufgeben musste. In seinem Heimatland wurde er im nächsten Jahr bei den Denmark Masters Vizemeister, während er im Herreneinzel die nationalen Titelkämpfe gewann. 2022 erspielte Svendsen bei den Dänischen Meisterschaften die Bronzemedaille und stand mit der Nationalmannschaft, für die er seit 2020 antrat, beim Thomas Cup als bestes europäisches Team auf dem Podium.

## Sportliche Erfolge
| Jahr | Veranstaltung                     | Platz | Disziplin    |
| ---- | --------------------------------- | ----- | ------------ |
| 2013 | Danish Junior Cup 2013            | 1.    | Herrendoppel |
| 2013 | Danish Junior Cup 2013            | 2.    | Herreneinzel |
| 2013 | Swiss Juniors 2013                | 1.    | Herrendoppel |
| 2013 | Swiss Juniors 2013                | 2.    | Herreneinzel |
| 2013 | Junioreneuropameisterschaft 2013  | 1.    | Mannschaft   |
| 2014 | Dänische Jugendmeisterschaft 2014 | 1.    | Herreneinzel |
| 2016 | Polish International 2016         | 1.    | Herreneinzel |
| 2016 | Hungarian International 2016      | 2.    | Herreneinzel |
| 2016 | Finnish International 2016        | 1.    | Herreneinzel |
| 2017 | Portugal International 2017       | 2.    | Herreneinzel |
| 2017 | Hungarian International 2017      | 1.    | Herreneinzel |
| 2018 | KaBaL International 2018          | 1.    | Herreneinzel |
| 2018 | Belgian International 2018        | 2.    | Herreneinzel |
| 2018 | Czech Open 2018                   | 2.    | Herreneinzel |
| 2018 | Hungarian International 2018      | 2.    | Herreneinzel |
| 2018 | Italian International 2018        | 1.    | Herreneinzel |
| 2019 | Belgian International 2019        | 2.    | Herreneinzel |
| 2019 | Hungarian International 2019      | 2.    | Herreneinzel |
| 2020 | Swedish Open 2020                 | 1.    | Herreneinzel |
| 2021 | Denmark Masters 2021              | 2.    | Herreneinzel |
| 2021 | Dänische Meisterschaft 2021       | 1.    | Herreneinzel |
| 2022 | Thomas Cup 2022                   | 3.    | Mannschaft   |
| 2022 | Dänische Meisterschaft 2022       | 3.    | Herreneinzel |
| 2022 | Czech International               | 1.    | Herreneinzel |
| 2023 | Dutch Open                        | 1.    | Herreneinzel |